# Avenue du Cosmonaute
L'avenue du Cosmonaute (en néerlandais : Kosmonautlaan) est une avenue bruxelloise de la commune de Woluwe-Saint-Pierre qui va de l'avenue Montgolfier à l'avenue Louis Jasmin sur une longueur totale de 130 mètres.